# Suore francescane della Provvidenza
Le Suore Francescane della Provvidenza (in inglese Sisters of Saint Francis of the Providence of God) sono un istituto religioso femminile di diritto pontificio: le suore di questa congregazione pospongono al loro nome la sigla O.S.F.

## Storia
Le origini dell'istituto risalgono a una comunità di suore della Sacra Famiglia di Nazareth che, nel 1922, si separò dalla congregazione per dedicarsi all'apostolato presso gli immigrati lituani di Pittsburgh.
Con il sostegno del sacerdote di origine lituana Michael Krušas, nel 1925 la comunità fu eretta in congregazione religiosa di diritto diocesano da Hugh C. Boyle, vescovo di Pittsburgh.
L'attività delle suore smise presto di essere ristretta ai lituani e nel 1938 le religiose aprirono una missione in Brasile.
Il 9 dicembre 1967 l'istituto ricevette il pontificio decreto di lode e una prima approvazione delle costituzioni da parte della Santa Sede.

## Attività e diffusione
Le suore si dedicano all'istruzione e all'educazione cristiana della gioventù e all'assistenza ad anziani e ammalati.
Oltre che negli Stati Uniti d'America, sono presenti in Bolivia, Brasile e Lituania; la sede generalizia è a Pittsburgh.
Alla fine del 2008 la congregazione contava 128 religiose in 28 case.